# 東奧赫森霍弗山

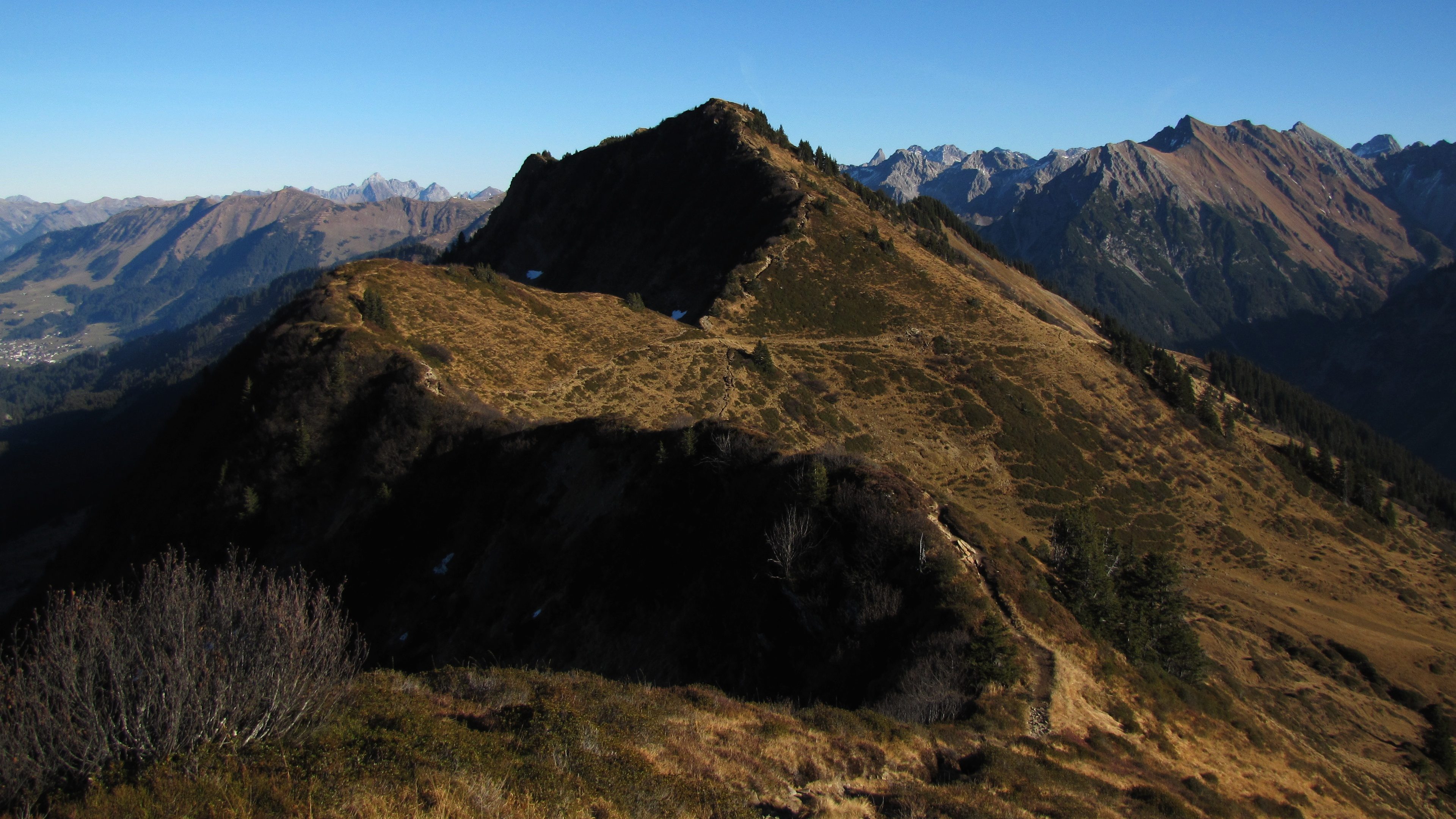

47°19′28″N 10°6′14″E / 47.32444°N 10.10389°E
東奧赫森霍弗山（德語：Östlicher Ochsenhofer Kopf），是奧地利的山峰，位於該國西部，由福拉爾貝格州負責管轄，屬於阿爾高阿爾卑斯山脈的一部分，距離呂希萊山0.4公里，海拔高度1,965米。